# Personaggi di Pandora Hearts
Questa è la lista dei personaggi che appaiono nella serie manga e anime Pandora Hearts, ideata e disegnata da Jun Mochizuki.

## Casata dei Vessalius

### Oz Vessalius
Oz Vessalius (ベザリウス オズ?, Bezariusu Ozu) è il protagonista della storia. È un ragazzo di 15 anni, alto 162 cm, biondo e con gli occhi verdi appartenente alla casata dei Vessalius di cui il padre è il capostipite. La storia narrata in Pandora Hearts inizia quando Oz sta per compiere i 15 anni e come da tradizione, per tale evento, viene organizzata una festa. Durante la stessa viene attaccato da alcune persone misteriose e mascherate e gettato nell'Abisso con l'unica e strana motivazione di aver la colpa di esistere. In questo terribile luogo incontra Alice, una Chain, con cui stringe un contratto per poter fuggire. Una volta tornato nel mondo reale, viene a sapere che sono già passati ben 10 anni, e, per scoprire quale sia la sua colpa, inizia a lavorare alle dipendenze di Break, un'organizzazione chiamata Pandora. Anche se sua madre venne uccisa dalla casata Nightray, mantenne un carattere solare ed ottimista. Con tutte le proprie forze cercò di farsi accettare da un padre che non ne volle mai sapere di lui, arrivando persino a evitarlo. 
Dopo questa esperienza traumatica Oz inizia a pensare che in questo mondo non c'è nulla di scontato e garantito per se stesso come persona debole ed impossibilitata a difendere i propri cari, se non cercare di rimanere obbediente, a costo di lasciarsi ferire. Dopo il viaggio nel mondo di Cheshire, Oz acquisisce la capacità di scambiare la propria coscienza con quella di Jack Vessalius. In questi momenti riesce a carpire alcuni frammenti dei ricordi di Jack. Oz si autodefinisce un buon spadaccino, in particolare per quanto riguarda la difesa, anche se non ha mai avuto nessuna vera esperienza in combattimento. Nel nono volume lo si vede prendere lezioni di scherma da Break, la cui abilità è tanto grande da riuscire a battere in pochi secondi Oz con un semplice bastone di legno solo per non rischiare di ferirlo. A Oz piacciono le ragazze giovani e carine con cui amoreggia ad ogni occasione. Un colpo di fulmine lo spinge a desiderare di sposare Sharon al solo primo incontro. Inizia poi ad innamorarsi di Alice. Nel capitolo 20 infatti la definisce come "la mia preziosissima Alice", anche se questi sentimenti non si capisce se siano davvero suoi o influenzati dalla mente di Jack che continua a risiedere nel suo corpo. 
Sempre Jack rivela ad Oz che ha il diritto di controllare il potere di Alice e che il sigillo, il tatuaggio a forma di orologio che appare sulla pelle dei contraenti illegali che al completamento di un giro completo porterà alla prigionia eterna del contraente nell'Abisso, non avrà più nessuna efficacia su di lui, a riprova di ciò Oz è in grado di sopprimere il potere di B-Rabbit e a Sabrie, vistosi in pericolo, ha potuto richiamare di sua spontanea volontà la falce di Alice. Lotti rivela che loro non possono uccidere Oz per evitare che Jack si liberi dal suo contenitore, il corpo di Oz, ma lo possono solo gettare nella parte più oscura dell'Abisso per farlo consumare dall'oscurità di quel luogo prima che la Volontà dell'Abisso se ne accorga e distrugga il mondo reale per cercarlo. Dopo essersi riunito con Gilbert incontra suo padre, Zai Vessalius, colui che è alla radice dei suoi istinti suicidi e delle sue insicurezze. Lo shock di quella visione gli fa pensare che sarebbe meglio distruggere tutto per non soffrire, e, poco prima di richiamare i poteri di B-Rabbit, è proprio Alice a fermarlo e rassicurarlo con la sua presenza ed un morso sulla guancia che ella crede possa dare forza agli uomini. 
In seguito verrà rivelato che Oz è il vero B-Rabbit, e che la sua anima si è poi trasferita nell'attuale corpo che è in realtà quello di Jack (seppur ringiovanito).
Oz era in origine una coppia di pupazzi che la madre di Alice aveva portato nell'Abisso, dove presero vita. In seguito uno dei due corpi venne distrutto, e quando Jack chiese alla Volontà dell'Abisso il potere per distruggere i Chain, ella creò il Chain B-Rabbit dal pupazzo, con cui Jack stipulò un contratto. Durante la tragedia di Sablier però Alice rubò i poteri di B-Rabbit. Oz/B-Rabbit rimase nel corpo eterno di Jack, dal quale l'anima di Jack progressivamente spariva, e dunque Jack, durante la sua ultima reincarnazione, chiese a Zai di sostituire il suo vero figlio, che sarebbe nato morto, con Oz.
Il suo seiyū originale giapponese è Junko Minagawa.

### Alice
Alice (アリス?, Arisu)  è la coprotagonista del manga. Appare per la prima volta nell'Abisso dove stringe un contratto con Oz per poter fuggire da questo luogo dove era stata confinata per cercare così i propri ricordi perduti. È conosciuta anche come B-Rabbit, il più potente dei Chain, anche se in realtà ha ottenuto i suoi poteri da Oz cento anni prima perché quest'ultimo voleva smettere di distruggere tutto. Nella sua forma umana ha lunghi capelli castani con due piccole trecce, ed è alta 150 cm. È in cattivi rapporti con molti personaggi, ad esempio Ada, di cui si dimostra essere gelosa ogni volta che questa è con Oz, Break e, Vincent a causa di un fatto accaduto in passato e con Echo. Echo è forse la persona che detesta più di tutti e per questo rimane scioccata quando questa la salva. Alice detesta Echo perché è priva di carattere e si fa manipolare facilmente, come fosse una pedina. È sempre affamata e ghiotta di carne. Ha un carattere duro e molte volte dice quello che pensa senza rifletterci molto non pensando alle conseguenze del suo comportamento sarcastico e dispettoso. A dispetto di ciò, possiede anche un lato tenero, specialmente quando si tratta di Oz, infatti detesta esser lasciata sola ed accampa ogni scusa per rimanere al fianco di Oz, del quale sembra infatuarsi. 
Successivamente nel manga vengono rivelate molte cose sul conto di Alice: un tempo lei era un essere umano inghiottito nell'Abisso cent'anni prima ed ucciso durante la tragedia di Sablier; si scopre inoltre che fu Alice, di proposito, a separarsi dai propri ricordi e disperderli; ma soprattutto, Alice e la Volontà di Abyss sono in realtà sorelle gemelle, una bianca e una nera.
Jack Vessalius scrive di Alice nel proprio diario come di una giovane ragazza rinchiusa in una torre dalla casata Baskerville. Il titolo della canzone riprodotta dall'orologio è Lacie, il nome di sua madre, e Alice ne porta un ricordo con sé. Il legame tra lei ed Oz si fa sempre più forte, accorre in suo aiuto, quando il ragazzo, dopo aver visto il padre, si lascia andare alla disperazione e lo riporta alla ragione facendogli coraggio e dicendogli di chiamarla ogni qualvolta si sentisse perso. 
Più avanti, quando la verità su Oz viene svelata, viene rivelato che Alice e la Volontà dell'Abisso sono figlie di Levi, un precedente Glen Baskerville, e di Lacie, sorella di Oswald (il Glen attuale). Levi le comcepì con Lacie non certo per amore ma per un esperike: cosa succederebbe se il Nucleo di Abyss possedesse un corpo? L'esperimento tuttavia ebbe un esito inaspettato, in quanto Lacie, gettata in Abyss da gravida, partorì due gemelle, di cui una venne espulsa da Abyss. Si scopre inoltre che Alice non fu uccisa da nessuno: si suicidò lei stessa, per impedire che Jack sfruttasse ancora Oz e la Volontà di Abyss.
I suoi seiyū originali giapponesi sono Yukari Tamura nel Drama-CD e Ayako Kawasumi nell'anime.

### Jack Vessalius
Jack Vessalius (ベザリウス ジャック?, Bezariusu Jakku) è ritenuto da tutti l'eroe che cent'anni prima sconfisse Glen Baskerville, ma in realtà è stato lui a causare la tragedia di Sablier. Il suo aspetto fisico è identico a quello di Oz, solo un po' più vecchio e con una lunga coda lasciata cadere sulle spalle. Inoltre anche caratterialmente i due si assomigliano molto. Nei primi capitoli del manga viene rivelato che il suo passato, quello di Alice e quello di Raven sono in qualche modo intrecciati. Oz e Gilbert lo incontrano per la prima volta nel mondo di Cheshire, e da allora continua a risiedere nel corpo di Oz assumendone il controllo in caso di bisogno. In questi momenti ha la capacità di controllare completamente i poteri Chain di Alice. Dai ricordi di Alice si intuisce che tra i due ci fosse un legame molto stretto ma non ne si conosce la natura. Jack era il terzo figlio della famiglia Vessalius, che, prima della "Tragedia di Sabrie", era solo una casata di terza classe. Per questa ragione lui poteva agire molto liberamente, scherzando con tutti e flirtando con molte ragazze. Jack inoltre amava definirsi un maestro nell'arte di costruire carillon. Il suo miglior amico in quel periodo era Oswald/Glen Baskerville che con lui creò un orologio da tasca con carillon, Jack si occupò di dargli forma e Glen ne scelse la melodia. Glen scrisse la canzone per Lacie, sua sorella, amata da Jack, offerta però come sacrificio per l'Abisso. Successivamente, Jack uccise Glen perché questi voleva impedirgli di far sprofondare il mondo nell'Abisso, cosa che Jack voleva fare per portare il mondo a Lacie. Jack, possedendo il corpo di Oz, rivela che in realtà Glen non è morto, ma nonostante tutto, confida ai Baskerville che se hanno intenzione di cambiare il passato, lui non esiterà ancora una volta a trasformare il suo corpo in una spada per distruggere gli dei della morte. Su suo stesso suggerimento il suo corpo, in realtà quello di Oswald, fu diviso in cinque parti dopo essere stato legato tramite un sortilegio per l'eternità all'anima di Glen in modo tale che, finché queste parti non fossero state riunite, Glen non si sarebbe reincarnato.
Il suo seiyū originale giapponese è Daisuke Ono.

### Oscar Vessalius
Oscar Vessalius (ベザリウス オスカー?, Bezariusu Osukã) è il fratello di Zai e zio di Oz e Ada. Possiede un carattere molto gentile ed allegro, fu proprio lui a trovare Gilbert e condurli nella casata Vessalius. Sia Oz che Raven lo considerano un padre, in quanto ambedue, per motivi diversi, non ne avevano avuto vicino uno vero. Quando riceve una lettera da Ada, in cui la ragazza gli scrive di aver trovato qualcuno che le piace, porta Oz, Gilbert e Alice all'accademia di Latowidge dove la giovane studia. Vestiti da alunni ed insegnanti si intrufolano nella scuola ma vengono ben presto scoperti. Il vero scopo di questo suo agire è quello di far rilassare i ragazzi dopo i tragici eventi da loro appena vissuti. Attualmente ha il ruolo di Conte, pur non possedendo un contratto con il Chain Gryphon, ancora in mano a Zai. 
Il suo seiyū originale giapponese è Hideyuki Umezu.

### Ada Vessalius
Ada Vessalius (ベザリウス エイダ?, Bezariusu Eida) è la sorellina di Oz legatissima al fratello maggiore. Passati 10 anni frequenta l'accademia di Latowidge (ラトウィッジ?), una prestigiosa scuola riservata ai nobili. Si mantiene in contatto con Oscar con delle lettere, in una delle quali scrive di aver trovato qualcuno che le piace, lettera che provoca l'infiltrazione nella scuola del gruppo di Oz. È profondamente preoccupata dal fatto che il fratello possa averla dimenticata, sentimento simile a quello di Oz, che crede che la sorella possa non riconoscerlo, e, quando i due scoprono che i loro timori sono infondati scoppiano insieme in lacrime. Alice non prova particolare simpatia per lei in quanto è molto gelosa di Oz. Viene rivelato che il cappello di Gil è un suo regalo. Non si conoscono i suoi veri sentimenti per Gilbert ma nei capitoli successivi del manga la si vede ad un appuntamento con Vincent. Da piccola aveva un gatto di nome Dinah ed ora ne ha due, uno bianco ed uno nero, quello bianco si chiama Fiocco di neve. Anche Ada però possiede un lato oscuro mostrato per la prima volta quando decide di portare Vincent con sé nella seconda casa della sua famiglia. Infatti dopo la scomparsa di suo fratello aveva deciso di interessarsi all'occulto per scoprire un modo per salvare il fratello dall'Abisso senza però riuscirci. La lettura di questi libri magici però l'aveva portata ad amare davvero l'occulto, gli strumenti di tortura ed i fantasmi. Il suo interesse per Vincent deriva dal fatto di aver saputo da Gil che Vincent aveva l'abitudine di tagliare a pezzi le bambole cosa che lei associa alla lettura di uno dei suoi libri preferiti sulle torture. Durante la cerimonia e l'attacco da parte dei Baskerville, Ada vedendo Vincent in uno stato oltraggioso, capisce di esseresi innamorata di lui e lo intuisce anche Sharon, la quale ascolta il racconto di Ada mentre la porta in salvo con la sua Chain, Eques.
Il suo seiyū originale giapponese è Kaori Fukuhara.

### Zai Vessalius
Zai Vessalius (ベザリウス ザイ?, Bezariusu Zai) è il padre adottivo di Oz e padre naturale di Ada. Nei ricordi di Oz è una persona fredda e distaccata desideroso di stare il più possibile lontano da lui. Incontra Oz, Gilbert ed Elliot a Sabrie. Il suo volto è solcato da cicatrice. È il contraente di Griffon, fu lui a mandare Oz nell'Abisso 10 anni prima. Odia suo figlio, dice che "preferirebbe che non fosse mai nato", ed inoltre afferma che "qualsiasi cosa accada a quella cosa (riferendosi ad Oz) non è affar suo". Infatti, chiedendogli di sostituire il suo vero figlio con Oz, ovvero B-Rabbit nel corpo del presunto eroe, Jack lo usò per nascondere il potere del Chain ai Baskerville. Zai crede che sia stato lui a uccidere il suo vero figlio, sua moglie, la moglie di Oscar e il figlio di quest'ultimo. Gilbert ha tentato di ucciderlo due volte, anche se non vi è mai riuscito, pensando che quel suo gesto avrebbe fatto soffrire ancora di più Oz. È a conoscenza dei piani dei Baskerville con cui collabora attivamente. Giunge a Sabrie al posto del duca Nightray. Lo stesso duca anni prima gli fece da alibi cosicché nessuno avrebbe sospettato di lui come artefice della scomparsa di Oz.
Il suo seiyū originale giapponese è Toru Ohkawa.

### Rachel Cecile
Rachel Cecile (＝セシル レイチェル?, Seshiru Reicheru) è la madre di Oz e Ada, non si sa nulla sul suo passato. Si sospetta che la sua morte, avvenuta alla nascita di Ada, sia stata causata dalla casata Nightray, anche se Zai pensa sia stata colpa di Oz.

## Casata dei Nightray

### Gilbert Nightray
Gilbert Nightray (ナイトレイ ギルバート?, Naitorei Girubāto) è il servo e miglior amico di Oz. Per lui Oz è la persona più importante e farebbe di tutto per il suo padrone, arrivando anche a sacrificare la propria vita. Venne introdotto nella famiglia Vessalius dopo essere stato trovato gravemente ferito ed assegnato alla servitù di Oz. Alla cerimonia per la maggiore età venne invitato in qualità di amico da Oz ma sotto il controllo di Zwei attaccò il suo amico ferendolo al petto. Ripresosi fu in grado di intravedere il volto del Leader degli assalitori e quindi decise di frapporsi tra il fendente di Oz e l'uomo restando a terra ferito. Da adulto è alto 182 cm ed ha assunto il nome di Raven (鴉?, Reibun). Ha deciso di unirsi al gruppo chiamato Pandora, anche se è rimasto fedele ad Oz; infatti è il primo a soccorrerlo al ritorno dall'Abisso. La sua vera identità viene scoperta da Oz durante un secondo attacco di Zwei. Dopo la cerimonia della maggiore età, venne adottato dalla famiglia Nightray che poco prima aveva adottato anche suo fratello minore Vincent. La famiglia Nightray era la prima indiziata per l'assassinio della madre di Oz e per questo Gilbert cominciò a pensare che il far parte di questa casata corrispondesse ad aver tradito il suo padrone. Non ha ricordi di Vincent che risalgono a prima di essere adottato. Con lo scopo di salvare Oz dall'Abisso ha però continuato ad allenarsi diventando un abile pistolero e compiendo diverse missioni così da poter entrare in possesso del Chain Raven custodito dalla casata Nightray. Questo potere in seguito si è rivelato molto utile nel controllare B-Rabbit evitando all'orologio sul petto di Oz di muoversi. Anche dopo 10 anni continua ad odiare i gatti ed è sempre un cuoco eccellente. Bevendo alcolici ritorna al suo stato infantile: insicuro e piagnucolone. La sua vera origine risale a cent'anni prima, quando era il servo di Oswald, e dunque, il successivo contenitore dell'anima di Glen Baskerville. Perde il braccio sinistro rompendo il contratto con Raven, dove il sigillo era custodito.
I suoi seiyū originali giapponesi sono Katsuyuki Konishi nel Drama-CD, Azuma Sakamoto (da ragazzo) e Kōsuke Toriumi (da adulto) nell'anime.

### Vincent Nightray
Vincent Nightray (ナイトレイ ヴィンセント?, Naitorei Vinsento) è il fratello minore di Gilbert, tra i due c'è comunque un solo anno di differenza. Da adulto è alto 177 cm. Allo stesso modo della famiglia Vessalius che trovò e si prese cura di Gilbert la famiglia Nightray fece la stessa cosa per lui, arrivando ad adottarlo. Ama suo fratello al limite dell'ossessione. Il suo occhio sinistro è giallo oro come quelli di suo fratello mentre il destro e di color rosso, ha dei lunghi capelli dorati. Lascia intravedere agli altri una personalità aperta e vivace, mentre nasconde il suo lato oscuro, mentalmente instabile, infatti porta con sé sempre un paio di forbici con cui ama fare a pezzi bambole e pupazzi. Questo "hobby" risale a quando era bambino e sfogava la sua rabbia verso Alice sui giocattoli della ragazza, che il giorno del loro primo incontro lo aveva chiamato "figlio del diavolo" per via del suo occhio rosso. La Alice in questione era la gemella nel cui corpo risiede la Volontà di Abyss, che quindi ha un rapporto molto conflittuale con Vincent, così come Cheshire, un gatto accecato dal ragazzino e trasformato poi in chain. Ha un pessimo rapporto soprattutto con Break, da lui incontrato per la prima volta proprio nell'Abisso quando il Cappellaio (allora Kevin) si era fatto trascinare al cospetto della Volontà di Abyss per poter cambiare il passato. Break detesta Vincent perché rivede in lui gli errori del suo passato, mentre Vincent detesta Break perché cerca di scoprire la verità su Sablier, che lui vuole seppellire. La sua vera origine risale a cento anni prima, fu proprio lui ad causare la caduta di Sablier aprendo la strada per l'Abisso su consiglio di Miranda Barma, nel tentativo di fermare il rituale che avrebbe trasferito l'anima di Glen nel corpo di Gilbert. Essendo il fratello del prescelto come prossimo vessillo di Glen, anche Vincent è un Baskerville e può utilizzare i Chain senza incorrere nel pericolo di essere trascinato in Abyss dal sigillo. Da bambino incontrò Zwei, rinchiusa per via dell'instabilità del suo chain, e lei si affezionò molto a lui. Con il tempo, la personalità di Zwei si sostituì a quella di Echo (una personalità fittizia che serve a proteggere il contraente dalla pressione del Chain Deedle Deedlum) e viceversa. Zwei si crede innamorata di Vincent ed è quindi molto gelosa di Ada Vessalius, a cui Vincent si era inizialmente avvicinato solo con il proposito di usarla, ma da cui poi aveva iniziato a sentirsi attratto suo malgrado. Nonostante tutto fa intravedere il suo vero carattere ad Ada, che comunque lo accetta, anzi sembra volergli più bene di prima. Anche se definisce Ada una "donna noiosa", in realtà i suoi sentimenti erano solo contrastati dalla gelosia che provava verso di lei a causa di tutta la bontà che le girava attorno, e senza accorgersene, inizia a provare qualcosa di più profondo di una semplice amicizia. Lui stesso non riesce a capacitarsi del perché fosse stato così preoccupato quando Ada aveva rischiato la vita, durante la cerimonia. Ha stretto due contratti: uno legale con Ghiro e uno illegale con Demios, la vera regina di cuori o come viene chiamata da tutti "Cacciatrice di teste". Si scopre poi che il chain in questione è proprio Miranda Barma, che era stata gettata in Abyss da Glen ancora viva perché quest'ultimo riteneva che la donna non meritasse la salvezza della reincarnazione. Decide di diventare il servitore del nuovo Glen, Leo Baskerville, per chiedergli di cancellare la sua esistenza dalla storia e permettere a suo fratello Gilbert di avere una vita felice senza di lui.
I suoi seiyū originali giapponesi sono Fuyuka Ōura (da ragazzo) e Jun Fukuyama (da adulto) nell'anime.

### Echo
Echo (エコー?, Ekõ) è la serva personale di Vincent, è alta 170 cm. È una ragazza apparentemente priva di emozioni, e, come una marionetta compie sempre il volere del suo padrone, senza discutere. Si dimostra essere molto legata a Vincent, nonostante quest'ultimo la maltratti, giustificando che lei è solo un Echo. Le sue armi sono due lunghe lame che le fuoriescono da sotto i vestiti all'altezza degli avambracci. Anche se sembra che Vincent si preoccupi per lei, non gli importa molto del destino della ragazza, infatti arriva ad avvelenarla per dimostrare che l'antidoto al veleno dato a Sharon è effettivamente efficace. Echo però rivela di avere ancora intatta una volontà propria salvandolo con l'antidoto gettato da Vincent dalla veranda, ricordandosi quello che Oz le aveva detto nel loro primo incontro. Sembra che inizi a provare affetto per Oz da quando sono andati insieme al festival, ed il ragazzo le ha mostrato come divertirsi. Oz le ha anche regalato un ornamento per capelli che, secondo tradizione, i ragazzi regalano alle loro amate, senza però rendersene conto, in quanto non al corrente di questa usanza. All'interno del suo corpo però risiede una seconda personalità che risponde al nome di Noise ma in realtà è Zwei. Noise è profondamente innamorata di Vincent ed è anche la personalità che in origine possedeva quel corpo ora condiviso con Echo. Zwei controlla il Chain chiamato Doldam che immobilizza e controlla le altre persone tramite dei fili. Doldam è stato utilizzato per controllare ed immobilizzare sia Gilbert che Sharon ed il suo Chain Eques. Quando Zwei rientra in possesso del corpo si unisce ai Baskerville. Echo dimostra rivelare affetto per Oz, anche se cerca di nasconderla dietro ad una maschera priva di emozioni, venendo picchiata da Vincent in quanto intravista da Oz.
Il suo seiyū originale giapponese è Ryō Hirohashi.

### Elliot Nightray
Elliot Nightray (ナイトレイ エリオット?, Naitorei Eriotto) è uno studente presso l'accademia di Latowidge che, assieme a Leo, carpisce l'attenzione di Oz suonando la melodia del suo orologio da tasca. Il suo primo incontro con Oz avviene nella libreria dell'accademia dove iniziano una disputa riguardo al personaggio chiamato "Edgar" della saga "Holy Knight", la preferita di Oz, conclusasi con l'anticipazione da parte di Elliot della fine prematura del servitore del cavaliere. Elliot non ama che Ada lo chiami per nome e rinfaccia alla ragazza di come i Vessalius, eroi cento anni prima, si credano per questo antico evento, autorizzati a qualunque cosa. Ada comunque lo ritiene una brava persona su cui poter fare affidamento. Elliot è l'erede legittimo della casata Nightray, fratello di Vincent e Gilbert, abile schermidore, tiene una spada nascosta nella custodia del suo violino. Possiede un forte senso di giustizia, ama dire le cose come stanno in faccia alle altre persone ed è proprio grazie a lui che Oz è in grado di superare le ombre celate nel suo passato. È stato lui a comporre la melodia chiamata "Lacie" dell'orologio di Oz, quindi in qualche modo legato a Glen Baskerville. Nel capitolo 25 incontra la compagnia di Oz a Sabrie e li conduce all'orfanotrofio della città dove incontrano Phillipe. Anche se non esplicitamente riportato, Vincent, in un loro incontro, ha detto qualcosa riguardante Raven ed il suo ritorno nella casata Vessalius in modo da provocargli un profondo risentimento verso Oz. Possiede la stessa spada di Glen Baskerville e questo implica, tra i due, una sorta di sintonia. Anche se detesta i Vessalius difende Oz davanti a suo padre comprendendo i sentimenti del ragazzo. Odia profondamente la Regina di Cuori, un assassino tagliateste che tempo prima aveva ucciso i suoi fratelli maggiori Fred, Claude ed Ernest. Tuttavia il colpevole altri non sarebbe che lo stesso Elliot, rivelatosi uno dei contraenti illegali di Humpty Dumpty. Era stato Leo a fargli compiere il contratto illegale al fine di salvargli la vita: aveva subito una ferita mortale da parte dello stesso Humpty Dumpty. Elliot muore e si dissolve in polvere dopo aver rinnegato Humpty Dumpty per farlo indebolire e distruggere da Oz con la falce.
Il suo seiyū originale giapponese è Hirofumi Nojima.

### Leo Nightray
Leo (リーオ?, Rĩo) è un ragazzo dai capelli lunghi e neri, occhiali rotondi, studia a Latowidge ed è il servitore di Elliot. Ha un carattere calmo e calcolatore e non si fa sorprendere da nulla. Infatti è proprio lui a scoprire che Oz è uno degli intrusi che tutti stanno cercando. Anche se fedele a Elliot non prende sempre le sue parti e lo invita a scusarsi quando sbaglia. Leo possiede una pistola, ma apparentemente non è in grado di usarla, e, a detta di Elliot, è, come spadaccino, privo di abilità. Prima di prendere servizio presso Elliot alloggiava alla casa di Fiaba, un orfanotrofio dove la famiglia Nightray conduceva una serie di esperimenti sui chain usando i bambini. Per questa ragione, inizialmente si è portati a credere sia lui il nucleo di Humpty Dumpty, ma poi si scopre che Leo è anzi la reincarnazione del capofamiglia dei Baskerville, e come tale, nuovo contenitore dell'anima di Glen Baskerville, anche se poi lascia il posto a Oswald.
Il suo seiyū originale giapponese è Akeno Watanabe.

## Casata dei Rainsworth

### Sharon Rainsworth
Sharon Rainsworth (レインズワース シャロン?, Reinzuwãsu Sharon) è l'erede della casata Rainsworth. Sharon è un membro di Pandora. Sembra avere quattordici anni, ma ne ha molti di più, infatti il suo aspetto non è cambiato nei dieci anni trascorsi da Oz nell'Abisso a causa del contratto legale con il Chain Eques che ne ha congelato l'invecchiamento. Di conseguenza se Oz ha venticinque anni, lei dovrebbe avere l'età di Gilbert, ossia ventiquattro. Lei e Break sono molto legati, in quanto è stata proprio la ragazza a trovarlo in condizioni estremamente gravi dopo il suo ritorno dall'Abisso. Da piccola lo chiamava affettuosamente "Xerxes-nii" perché lo considerava un vero e proprio fratello maggiore. Ora lavora con Break e vuole essergli il più possibile d'aiuto. Assomiglia molto a sua madre, Shelly Rainsworth. Ha una "modalità-fanciulla", come la definisce Break, ama i romanzi rosa e illustra ad Alice cos'è, a parer suo, il romanticismo. Dopo aver saputo che Oz ed Alice si sono già baciati, attacca il ragazzo credendo che si sia approfittato di Alice, ricredendosi solo dopo che Oz le spiega come erano avvenuti i fatti. Se si ubriaca si trasforma radicalmente e diventa una dark-lady.. Durante il viaggio del gruppo nella dimensione del Cheshire, viene attaccata da Echo che la conduce dal suo padrone Vincent, che la rapisce e avvelena. Break deve distruggere il campanellino contenente i ricordi dei fatti accaduti 100 anni prima a Sablier per poterla liberare. Anche dopo questo gesto Vincent è deciso a non consegnare l'antidoto a Break e solo l'intervento, inaspettato, di Echo permette a Sharon di assumere il medicinale e salvarsi. Al risveglio Sharon è arrabbiata con Break perché avrebbe preferito sacrificarsi pur di non far andare distrutto il campanellino, ma il cavaliere le dice che non lo avrebbe mai permesso, altrimenti sua madre non l'avrebbe mai perdonato. Più tardi, nel capitolo 44 del manga, insiste nel voler accompagnare Oz e la sua compagnia dal "mago" che possiede un frammento dell'anima di Jack Vessalius per poter dimostrare di risultare anche lei utile come tutti gli altri. Sei mesi dopo la morte di Break il suo corpo riprende a crescere e passati quattro anni si sposa con Reim.
I suoi seiyū originali giapponesi sono Yui Horie nel Drama-CD e Kana Hanazawa nell'anime.

### Xerxes Break
Xerxes Break (ブレイク ザークシーズ?, Bureiku Zãkushĩzu), conosciuto da tutti solamente come Break, è un membro di Pandora, prestando servizio per la casata Rainsworth alle dipendenze di Sharon, a cui tiene tantissimo, anche se si comporta più da padre iperprotettivo che da fratello maggiore. Dice che il suo aspetto nei dieci anni passati da Oz nell'Abisso non è cambiato perché ha stretto un contratto legale con il Chain Mad Hatter. Break porta sempre con sé sulla spalla sinistra una bambola di nome Emily ed adora i dolci e le torte. Ama apparire come una persona solare, allegra e spensierata ma all'occorrenza palesa il proprio lato oscuro. Reim rivela ad Oz che Break non è sempre stato così, dopo aver perso l'occhio sinistro era una persona triste e arrabbiata con tutti e che non rideva mai, ma, grazie alla dolcezza di Shelly, la madre di Sharon, piano piano ha riaperto il suo cuore; per questo la sua lealtà verso Shelly è assoluta. A Break manca l'occhio sinistro, asportato dalla Volontà dell'Abisso, e dato a Cheshire. Il suo vero scopo è quello di scoprire cosa è accaduto cent'anni prima a Sablier. Detesta dal più profondo del cuore Vincent. Nel capitolo 29, Rufus Barma, rivela che il vero nome di Break è Kevin Regnard, originariamente cavaliere al servizio della famiglia Sinclair fino al momento in cui vennero tutti massacrati per motivi politici, solo lui e la figlia del signore si salvarono non essendo in casa. Kevin biasimò se stesso per la sua negligenza e divenne un contraente illegale per poter cambiare il passato. Quando l'orologio sul suo petto compì un giro completo venne gettato nel livello più basso dell'Abisso dove incontrò La volontà dell'Abisso ed un giovane Vincent. La volontà dell'Abisso cambiò così per lui il passato ed in cambio gli chiese un favore, che attualmente non è stato ancora rivelato. Break venne rimandato nel mondo reale trent'anni dopo la sua scomparsa e trovato dai Rainsworth. Ma il passato non venne cambiato nel modo in cui Break voleva e la famiglia Sinclair non sfuggì alla morte. Shelly racconta che la figlia maggiore del signore dei Sinclair venne assassinata e questo evento condusse alla decisione della figlia minore di diventare un contraente illegale e che al giro completo dell'orologio sul suo petto venne gettata nell'Abisso dopo che il suo Chain aveva massacrato tutta la sua famiglia. L'assassinio di matrice politica non avvenne, ed il signore di Kevin visse quattro anni in più, al contrario della ragazza che si era precedentemente salvata in compagnia di Kevin che invece morì. Break accusò se stesso per aver condannato alla morte un'altra persona ed arrivò anche a disprezzare La volontà dell'Abisso prima di capire che la colpa di aver voluto cambiare il passato era solo sua e con questo suo agire desiderava solo cancellare le sue colpe. Sul suo petto è ancora visibile il sigillo dell'orologio, che ha già effettuato un giro completo, traccia del suo precedente contratto con il Chain "Cavaliere bianco".
A Sablier affronta Zwei e Lotti. Con la sua spada trafigge Zwei al petto, e, quando stava per rialzarsi, le infilza anche la mano destra facendola svenire dal dolore. Lotti invece viene torturata per farle rivelare i veri piani dei Baskerville per poi congedarla con un'ambigua proposta, quella di diventare sua amica. Dopo aver utilizzato Mad Hatter contro Griffon, controllato da Zai Vessalius, sviene e riprende conoscenza solo nella casa dei Rainsworth, ma non riconosce subito questo luogo, perché l'ultimo sforzo a cui ha sottoposto il suo corpo lo ha portato a perdere la vista. Ne sono a conoscenza solo Oz, Reim e Lady Rainsworth. Durante la festa da ballo nella villa di Isla Yura, riesce a dirlo a Sharon, rimanendo molto sorpreso dalla tranquillità con la quale la ragazza ha accettato la cosa.
I suoi seiyū originali giapponesi sono Toshihiko Seki nel Drama-CD e Akira Ishida nell'anime.

## Casata dei Barma

### Rufus Barma
Rufus Barma (バルマ ルーファス?, Baruma Ruufasu) è l'ultimo dei quattro duchi, ed il più anziano tra loro, rinomato per la sua saggezza. Ha una conoscenza molto vasta in tutti i settori, in grado di capire la personalità delle persone che gli si trovano di fronte in brevissimo tempo e di comprenderne le possibili reazioni. Detesta che le persone che si trova davanti possano sorprenderlo e questo lo fa profondamente irritare. Il gruppo di Oz lo incontra durante la ricerca di informazioni sulla "Tragedia di Sablier". Rufus appare loro come un uomo grassoccio con dei folti baffi che porta un cappello con la forma di una grossa tazza da tè. Successivamente, dopo essere stato colpito e distrutto da Break, rivela che quella forma era frutto di una mera illusione. La sua vera presenza dei lunghi capelli rossi, occhi scavati dalla stanchezza e parla solo in giapponese antico. È inoltre un giovane uomo, al contrario degli altri duchi, poiché ha un contratto con un Chain che gli ha bloccato la crescita. Il suo Chain è in realtà Dodo. Il gruppo di Oz però non ottiene informazioni su "La Tragedia di Sablier", ma sul passato di Break. Cheryl Rainsworth, la nonna di Sharon, è la sua migliore amica, però nutre nei suoi confronti, come tutti, anche un po' di timore.
Il suo seiyū originale giapponese è Yūya Uchida.

### Miranda Barma
Miranda Barma (バルマ ミランダ?, Baruma Miranda) è colei che celava la propria identità sotto un lungo mantello suggerendo a Vincent di aprire la via per l'Abisso, così da salvare il fratello. Colleziona le teste di coloro che uccide. In seguito, si scopre essere in combutta con Jack, il quale dice di averlo aiutato numerose volte, in cambio della testa di Oswald, di cui sembra essere ossessionata. Si presuppone sia morta nella Tragedia di Sablier.

## Casata dei Baskerville
Una casata che un tempo governava su Sablier e si occupava di tenere saldi i rapporti tra le numerose casate nobiliari.

### Glen Baskerville
Glen Baskerville (バスカヴィル グレン?, Basukaviru Guren) è il nome che assume l'attuale capo dei Baskerville. Il Glen di 100 anni fa era Oswald, e lo è anche adesso, avendo preso il corpo di Leo. Lotti racconta che Oswald era una persona solitaria e difficile da avvicinare, ma che nonostante ciò, era riuscito a stringere una forte amicizia con Jack Vessalius a cui aveva rivelato l'esistenza di un passaggio segreto per poterlo raggiungere. Jack e Glen insieme costruirono un orologio da tasca con al suo interno un carillon, si occupò Jack di forgiarlo, mentre Glen ne scrisse la melodia dal titolo "Lacie". Inaspettatamente un giorno ordinò ai suoi subordinati di uccidere tutti gli abitanti del castello di Sabrie, evento che successivamente venne definito, "La tragedia di Sabrie". Creduto morto da tutti per mano di Jack, lo stesso Jack, rivela che invece è ancora vivo. In uno dei ricordi di Alice viene rivelato che Glen costruì l'orologio da tasca in ricordo di Lacie, sua sorella. Il nome della melodia infatti venne dato solo successivamente in quanto era una canzone che la stessa Lacie cantava molto spesso. Glen viene visto controllare un Chain di nome Jabberwock dall'aspetto identico a quello presente in "Attraverso lo specchio e quel che Alice vi trovò", l'opera di Lewis Carroll, ma Alice rivela che nel suo corpo risiedevano altri quattro Chain dalle ali nere: Raven (corvo), Dodo, Owl (gufo) e Griffon (grifone) perché lui in realtà non è un umano. Il suo spirito può cambiare sede all'occorrenza, ma prima di fare ciò deve trasferire ogni Chain nel nuovo corpo. Vincent ha aperto la porta dell'Abisso per evitare che Glen potesse prendere possesso del corpo del fratello. L'anima di Glen venne maledetta tramite un sortilegio che la lega al corpo di Jack e fu diviso in cinque parti, solo con la loro riunione questo maleficio avrà fine e Glen potrà risvegliarsi.
Il suo seiyū originale giapponese è Kishō Taniyama.

### Leader
Leader (リーダ?, Rida) è il capo dei Baskerville nell'attacco avvenuto durante la cerimonia della maggiore età di Oz. Il suo vero nome ed aspetto all'inizio erano sconosciuti, solo Gilbert riuscì a vederne il volto e per questo lo ha protetto dal fendente di Oz, ma non aveva mai rivelato chi realmente fosse fino al capitolo 40 del manga, dove rivela a Break che si tratta di Zai Vessalius. Il tutto viene confermato da Zai stesso, che mostra inoltre la sua catena, Griffon, a Gilbert.
Il suo seiyū originale giapponese è Toru Ohkawa.

### Zwei
Zwei (ツヴァイ?, Tsuvai) (Due in tedesco) è il nome dato dai Baskerville a Noise, l'altra personalità di Echo. Quando prende il sopravvento si unisce ai Baskerville ed è la prima ad attaccare Oz tramite Gilbert controllato dal suo Chain Doldum. Successivamente torna ad attaccare il gruppo di Oz ma viene ferita da Gilbert e costretta a fuggire. È profondamente innamorata di Vincent che la chiama Noise (Rumore), ha una personalità sadica e perversa ed adora ferire ed umiliare chi le si oppone. Il suo Chain ha la capacità di controllare le altre persone tramite dei fili come delle marionette. A Sablier, con l'aiuto di a Lotti, cattura Elliot e Reo. Viene trafitta prima al petto e poi ad una mano dalla spada di Break giunto sul posto per parlare con Lotti e sviene per il dolore causato da queste ferite. 
Il suo seiyū originale giapponese è Ryō Hirohashi.

### Charlotte (Lotti)
Lotti (ロッティ?, Rottĩ) è una spigliata ragazza dai lunghi capelli rosa che rapisce Oz a Latowidge. Ha preso parte alla Tragedia di Sablier uccidendo molte persone durante quegli eventi. Cento anni prima ha prestato servizio presso la casata Baskerville, dove ha cercato di avvicinarsi a Glen di cui era innamorata. Il suo vero nome è Charlotte, ma Jack, durante il primo loro incontro, le diede il soprannome di "Lotti". Non può perdonare Jack per aver ucciso quello che avrebbe dovuto essere il suo migliore amico, e per questo dà la caccia ad Oz per poter parlare con Jack. Il suo scopo è quello di trovare Glen e scoprire cosa sia realmente accaduto durante la notte della Tragedia di Sablier, perché, anche se ne ha preso parte, ha agito seguendo gli ordini del suo padrone, senza sapere nulla del motivo che lo aveva spinto ad ordinargli di agire così. Controlla un Chain di nome Lion ed agisce spesso in compagnia di Fang e Doug. A Sablier viene facilmente sconfitta da Break, che, dopo averla ferita per farle confessare le vere intenzioni dei Baskerville le propone, ambiguamente, di diventare sua amica. La si rivede in compagnia di Zai Vessalius davanti alla porta in possesso dei Baskerville, che aprendosi, libera Lili, l'ultimo Baskerville a tornare al mondo reale. Durante questi eventi viene rivelato che anche lei è solo da 4 anni che è riuscita a fuggire dall'Abisso. 
Il suo seiyū originale giapponese è Megumi Toyoguchi.

### Fang
Fang (ファング?, Fangu) è un uomo con un tatuaggio che gli copre buona parte della parte sinistra della faccia. Anche lui ha preso parte agli eventi chiamati "La tragedia di Sabrie". Nel trio è il più razionale, ma non per questo il meno abile in combattimento, infatti porta con sé una grossa spada e a Latowidge tiene testa in duello a Elliot. Muore per mano di Break mentre fa da scudo a Lily, al quale è molto affezionato.
Il suo seiyū originale giapponese è Takayuki Kondō.

### Doug
Doug (ダグ?, Dagu) è l'ultimo componente del trio, su di lui non si ha nessuna informazione.

### Lily
Lily (リリィ?, Ririi) è una giovanissima ragazzina del gruppo dei Baskerville. Riesce per ultima a fuggire dall'Abisso, venendo accolta, nel mondo reale da Lotti. Molto vivace e ingenua, non va d'accordo con Vincent e ha un'ossessione per Fang.

## Abisso

### La volontà dell'Abisso
La volontà dell'abisso (アヴィスの意志?, Abisu no ishi) è l'entità che governa l'Abisso. All'inizio appare come un coniglio bianco insanguinato con degli occhi demoniaci, ma la sua vera forma è quella di "Alice" con i capelli bianchi, una espressione maligna ed una personalità schizofrenica. Apparentemente il suo scopo è quello di riportare Oz ed Alice nell'Abisso. La volontà dell'Abisso ed Alice sono gemelle, nate entrambe nell'Abisso, anche se poi una delle due è stata immediatamente spedita nel mondo umano. Lei fa riferimento a sé stessa sempre come Alice ma Jack, nel passato, si accorse dello scambio di personalità tra le due. Dice di odiare sia Glen, per averle portato via "quella persona" (Jack), che Gilbert e Vincent, per lo stesso motivo. È stata lei a privare Break del suo occhio sinistro per donarlo poi al Cheshire. Odia soprattutto Vincent, che considera "crudele", e dice di odiarlo con tutta sé stessa. I Chain presenti in quella che sembra una stanza e che in realtà è il punto più profondo dell'Abisso erano un tempo esseri umani trasformati in Chain dalla stessa Volontà dell'Abisso. I Baskerville vogliono a tutti i costi impossessarsi del suo potere ma allo stesso tempo temono che possa accorgersi che in Oz risiede ancora l'anima di Jack Vessalius e così creare disordini nel mondo reale. Come Alice, è figlia di Lacie e Levi Baskerville. Fisicamente è identica alla sorella ma, come riporta Jack Vessalius nei suoi diari, non assomiglia per niente "alla ragazza pura e senza colpa" che è Alice. Levi Baskerville ingravidò Lacie per tentare di dare un corpo al nucleo dell'Abisso, ma non si aspettava che sarebbero nate due gemelle: una tornò nel mondo normale, l'altra si fuse col nucleo dell'Abisso diventando la Volontà dell'Abisso, e da quel momento l'Abisso diventò il posto oscuro che è ora. Il suo più grande desiderio, rivelato solo a Break, è quello di "cambiare il suo passato per smettere di essere la Volontà dell'Abisso".
Il suo seiyū originale giapponese è Ayako Kawasumi.

## Altri

### Reim Lunettes
Reim Lunettes (レイム?, Reimu) è uno dei membri di Pandora. Porta gli occhiali, è una persona molto seria ed onesta, per questo viene preso in giro da Break, Vincent ed Oscar. È venuto casualmente a conoscenza del ritorno di Oz dall'Abisso per cui Jack gli ha affidato il compito di vegliare sul ragazzo. Sia Oz che Break hanno fiducia in lui, come del resto tutti i membri di Pandora. Nonostante le apparenze è legato a Break da un vincolo di profonda amicizia: sarà estremamente scosso quando ne scoprirà la vera identità di contraente illegale. Oltre a Oz, è l'unico, dopo le vicende di Sablier, ad essere a conoscenza della sua cecità, promettendogli di coprirlo ed aiutarlo per non far piangere Sharon. Il suo Chain si chiama March Hare, e non si hanno informazioni sulle sue reali capacità. Nel capitolo 53, dopo lo scontro con Lily, Doug afferma che Reim è morto, ma, successivamente si scopre che è ancora vivo, avendo utilizzato il potere speciale del suo Chain. Dopo la morte di Break sposerà Sharon.
Il suo seiyū originale giapponese è Junichi Suwabe.

### Phillipe West
Phillipe West (ウェスト フィリップ?, Wesuto Firippu) è un giovane ragazzo appartenente a una famiglia un tempo benestante ma ora molto povera, rimasto orfano della madre, è suo padre William, a vegliare su di lui. Oz lo salva da un gruppo di bulli che gli aveva rubato la foto della madre ed in lui, vede se stesso e le sue sofferenze. Phillipe però viene attaccato da Echo che lo scambia per un contraente illegale così Oz li insegue finché il bambino viene catturato: si scopre che in realtà il vero contraente è suo padre. Oz gli promette che suo padre tornerà a casa sano e salvo ma, dopo aver provato a salvarlo in ogni modo anche rischiando la propria incolumità, Vincent uccide William con un colpo di pistola. Dopo la morte del padre Phillipe viene condotto all'orfanotrofio di Sablier dove incontra nuovamente Oz che prova a scusarsi con lui per non aver mantenuto la sua promessa ma, inaspettatamente, il bambino dice ad Oz di non preoccuparsi perché suo padre non è morto ma è solo uscito per lavoro; questo comportamento deriva dal fatto che il bambino non riesce ad accettarne la scomparsa. La notte dopo questi eventi infatti si reca vicino ad un dirupo a parlare ad una cornetta telefonica con il filo strappato credendo che dall'altro capo ci sia suo padre.
Il suo seiyū originale giapponese è Kumiko Higa.

### La ragazza dei fiori
La ragazza dei fiori (花売り娘?, Hanauri Musume) è una ragazza con due trecce che tenta di vendere dei fiori ad Oz ma che in realtà è un contraente illegale. Dopo aver provato ad attaccare Alice, l'orologio sul suo petto completa il giro e, mentre urla dalla disperazione, viene risucchiata nell'Abisso. Il suo incontro con il gruppo di Oz era stato programmato da Break che voleva mostrare al ragazzo quello che sarebbe successo se anche le lancette del suo orologio avessero terminato il loro giro.
Il suo seiyū originale giapponese è Kaori Nazuka.

## I Chain

### B-Rabbit
B-Rabbit (lett. Coniglio Nero Insanguinato) (血染めの黒ウサギ (ビーラビット)?, Bī-Rabitto), conosciuto anche come Alice, è il Chain che ha stretto il contratto con Oz. È il Chain più potente dell'Abisso, e, durante il rilascio, il suo aspetto ricorda quello di un grosso coniglio dal pelo nero, occhi rossi, artigli ed una lunga falce in mano. Quando non è impegnato in battaglia assume la forma di Alice, una ragazza che indossa un mantello rosso con disegnati dei diamanti e due stivaletti bianchi. Il suo potere è sigillato da Gilbert tramite il suo Chain Raven, così che non possa consumare irrimediabilmente il corpo di Oz. Lo si vede una prima volta contro i Baskerville, desiderosi di gettare Oz nell'Abisso, ma in quel caso si trattava solo di un fantasma, mentre la sua prima ed effettiva apparizione avviene contro il Chain uscito dall'orologio da taschino di ritorno nel mondo reale. Combatte anche contro Grim, facendolo facilmente a pezzi, prima che Oz riesca a controllare il potere generato da B-Rabbit ed imperdirgli di uccidere il padre di Phillipe. Ma alla fine si scopre che Oz è il vero B-Rabbit.

### Doldum
Doldum (lett. Marionettista) (ドルダム?, Dollar dam) è il chain di Zwei; il suo potere è quello di imprigionare gli avversari con dei fili estremamente duri per poi comandarli a distanza. È la prima ad attaccare Oz sfruttando Gilbert tornando all'attacco, nello stesso luogo, anche 10 anni dopo, ma questa volta Gilbert riesce a sconfiggerla. Durante il viaggio del gruppo di Oz nella dimensione di Cheshire attacca Shalon, e, con i suoi fili riesce a controllare sia lei che il suo Chain Eques. Trasporta Oz ed Alice nel mezzo della riunione dei quattro duchi nella base della Pandora. Ritorna a colpire Sabriel prendendo il controllo di Reo, poi liberato dall'intervento di Break.

### Baby
Baby (lett. Il bambino) (赤ん坊?, Akanbou) è un chain che assume l'aspetto di Shalon per allontanare Oz da Alice nell'Abisso, sfruttando l'abilità di leggere i ricordi di chiunque gli stia di fronte. Oz però riesce a capirne l'inganno, e Alice, dopo aver stretto il contratto con Oz, lo elimina facilmente.

### Raven
Raven (鴉 (レイブン)?, Reibun, lett. "Corvo") è un chain che possiede un contratto legale con Gilbert e dal quale ha preso il soprannome. Di proprietà della famiglia Nightray è stato addomesticato da Gilbert, così da poter usare i suoi poteri per salvare Oz dall'Abisso. Possiede anche un altro potere: quello di controllare il rilascio di B-Rabbit. Rompe il suo contratto con Gil provocando la perdita del braccio sinistro, di quest'ultimo.

### Grim
Grim (蟲?, Mushi, lett. "Verme") è il chain di William, padre di Phillipe. È un disgustoso e maleodorante verme dai mille occhi ed una mano nella parte opposta del corpo. Fuggito dalle prigioni di Pandora si reca a Leveille dove affronta in combattimento Echo ed Alice. Viene eliminato quando il suo contraente è ucciso da Vincent con un colpo di pistola alla testa.

### Eques
Eques (一角獣 (エクエス)?, Ekuesu, lett. "Unicorno") è il chain di Sharon, ha le fattezze di un unicorno nero. Viene utilizzato per missioni di spionaggio e per recuperare informazioni. Ha la capacità di spostarsi tra differenti dimensioni portando con sé diverse persone. Affronta in combattimento Cheshire riuscendo a tenergli testa.

### Mad Hatter
Mad Hatter (イカレ帽子屋 (マッド ハッター)?, Maddo Hatta, lett. "Cappellaio matto") è il chain di Break. Rappresenta il Cappellaio Matto di Alice nel paese delle meraviglie, ma ha un'aria molto più sinistra. Il suo aspetto è quello di un grosso cappello con decorazioni floreali con al di sotto un enorme occhio circondato da un mantello all'interno viola e all'esterno nero stracciato ai bordi. Ha la capacità unica di poter negare e distruggere il potere dell'Abisso ed esiste per eliminare gli altri Chain. Se Break utilizza per troppo tempo il suo potere subisce dei danni, finendo per tossire e sputando sangue. Fu a causa sua che Break perse a poco a poco la vista, per poi perderla del tutto.

### Cavaliere bianco
Cavaliere bianco (白騎士?, Shiro kishi) è il chain con cui Break aveva stipulato un contratto illegale e per cui venne inghiottito dall'Abisso. Viene distrutto dalla Volontà dell'Abisso per essersi intromesso nella discussione tra lei e Break. Nell'anime gli viene dato il nome di Albus.

### Dormouse
Yamane (眠り鼠 (ヤマネ)?, Yamane, lett. "Topo addormentato") è il chain di Vincent. Rappresenta il topo addormentato presente nell'opera di Lewis Carroll, ma il suo aspetto è molto diverso, infatti sulla schiena presenta una chiave come nei giocattoli a molla ed ha gli occhi perennemente chiusi. È sempre stato visto addormentato e le sue capacità influiscono sullo stesso Vincent rendendolo stanco ed assonnato. È solo una copertura per il vero Chain di Vincent: Demios, la vera regina di cuori o la cacciatrice di teste.

### Cheshire
Cheshire (チェシャ猫 (チェシャ)?, Chesha, lett. "Stregatto") è un chain che vive in una dimensione creata dai ricordi di Alice, il suo aspetto ricorda lo Stregatto ma in forma umana. La sua vera identità è quella del gatto posseduto da Alice cent'anni prima e nei suoi campanellini, successivamente presi da Break, custodisce i ricordi di quanto accaduto a Sablier. Al contrario degli altri Chain non ha necessità di un contraente per lasciare l'Abisso, in quanto la sua origine è differente, così come la dimensione nella quale risiede. Anche se il gruppo pensava che Cheshire fosse un seguage della Volontà dell'Abisso, il suo vero scopo era quello di proteggere i ricordi abbandonati spontaneamente da Alice per evitarle di dover soffrire nuovamente. I suoi occhi vennero cavati da Vincent, ed ora possiede l'occhio che la Volontà dell'Abisso ha strappato a Break.
Il suo seiyū originale giapponese è Kappei Yamaguchi.

### Leon
Lion (リオン?, Lyon, lett. "Leone") è il chain di Lotti. Possiede le sembianze di un leone con una corona sulla testa, attacca i nemici, sbranandoli. Durante la "Tragedia di Sablier" ha aiutato Lotti, ma non si hanno informazioni se abbia altre capacità nascoste. Ha anche due piccole ali nere sulla schiena.

### Jabberwock
Jabberwock (ジャバウォック?, Jabauokku) è uno dei Chain di Glen, le sue sembianze sono quelle di un Jabberwocky con le ali nere, le sue capacità sono sconosciute. Gli altri Chain di Glen erano Raven, Owl, Dodo e Griffon.

### Griffon
Griffon (グリフォン?, Guriffon, lett. "Grifone") è un ex-Chain di Glen, Griffon ora è stato contratto da Zai Vessalius, il padre di Oz. È in grado di mandare le persone nell'Abisso, trascinandole per mezzo di catene. Nel manga appare per la prima volta nel capitolo 40 in difesa di Zai quando Gilbert stava per sparargli. Viene sconfitto da Break e dal suo Mad Hatter. Nell'anime appare solo alla fine dell'episodio 25 ed affronta il gruppo di Oz venendo spazzato via dal potere di B-Rabbit.

### Bandersnatch
Bandersnatch (バンダースナッチ?) è il chain di Lily. Ha la forma di un grosso cane che tende ad attaccare ed uccidere tutto ciò che si muove anche senza l'ordine diretto di Lily. Durante lo scontro con Reim viene fermato all'ultimo istante da Lily, poco prima che lo azzanni al collo.

### March Hare
March Hare (三月ウサギ。?, March Hare, lett. "Lepre Marzolina") è un chain che appartiene a Reim Lunettes. Durante lo scontro con Lily, Reim, lo definisce come un Chain inutile e senza alcun potere e lo usa per distrarre la ragazzina, senza però riuscire ad eliminarla. Quando tutti pensano che Reim sia morto riappare dal nulla, spiegando che il vero potere di March Hare, di cui nessuno è a conoscenza, è quello di poter fingere la morte del proprio contraente.

### Humpty Dumpty
Humpty Dumpty (ハンプティ・ダンプティ?, Humpty Dumpty) viene anche chiamato La regina di cuori, anche se in realtà la Regina è Demios, il Chain con cui Vincent ha stretto un contratto illegale. Ha diviso il suo contratto con più persone allungando la vita dei suoi contraenti. A detta di Rufus Barma, i suoi contraenti sono tutti i bambini della Casa di Fianna che non volevano più ricordare ciò che gli era successo in passato, tra questi c'è anche Phillipe West. Ha ucciso numerose persone, tra cui anche i fratelli e la sorella di Elliot Nightray, decapitandoli. Evocato da Phillipe West, affronta Oz durante il tentativo di Isla Yura di far cadere il mondo nell'Abisso, ma viene letteralmente diviso in due dalla falce di Oz, dopo essere stato indebolito dal sacrificio di Elliot che l'ha rinnegato.